# Транслитерация на българските букви с латински
Транслитерация на българските букви с латински, наречена още латинска транслитерация или латинизация/романизация на българския език, е процесът на заменяне на българските кирилски знаци със знаци, базирани на латинската азбука.
Нито един от съществуващите начини за латинизация на български не е общоприет. В българските училища не се изучава предаване на български с латиница. На практика съществуват няколко организирани системи, описани по-долу, никоя от които не е наложена напълно. В записването на български на латиница в частна кореспонденция, интернет комуникация, имена на фирми и т.н. се използват различни начини, продиктувани от индивидуални предпочитания и вкусове.
След 1999 г. българската администрация използва стандартна система за транслитерация, наречена официална система.
Съществуват следните стандартизирани транслитерации на български: английската система на Британската академия от 1917 г., англо-американската система за транслитерация на географски наименования от български език BGN/PCGN от 1952 г. актуална до 2013 г., системата на библиотеката на Американския конгрес и на Асоциацията на американските библиотеки (ALA-LC), българският стандарт от 1956 г., системата на ООН от 1977 г. (система „Андрейчин“, актуална до 2012 г.), българските стандарти БДС 1596:1973 и БДС ISO 9:2001, системата „Данчев“ (или система „Данчев-Холман-Димова-Савова“), и официалната българска система (система „Иванов“, официална също за ООН, Съединените щати и Великобритания).
Целта на транслитерацията на българската кирилица с латиницата е намирането и използването на точен начин за представянето на официалната българска кирилска азбука (т.е. на писмения български език) чрез латинската (римската) азбука (вкл. чрез използването на латински букви с надредови/диакритични знаци) за предаването на български текст на латиница, като това се прави най-често за по-лесното разбиране от чужденци на текст на български език.

## Основни системи за транслитерация
Обтекаемата система за транслитерация е предложена от Л. Л. Иванов и възприета от Комисията по антарктическите наименования към МВнР на България на 02.03.1995 г. Впоследствие е въведена за личните имена и мястото на раждане в Правилника за издаване на българските документи за самоличност (ПМС № 61 от 02.04.1999 г., обн. в ДВ, бр. 33 от 09.04.1999 г.; ПМС № 10 от 11.02.2000 г., обн. в ДВ, бр. 14 от 18.02.2000 г.; последно изменение на схемата за транслитерация с ПМС № 269 от 3.10.2006 г., обн. в ДВ, бр. 83 от 13.10.2006 г.). С последното изменение се въвежда правилото, че съчетанието от буквите „ия“ в края на собствените имена на граждани и на наименованията на населени места се предава чрез „ia“.
Системата е възприета и популяризирана от Министерството на държавната администрация и административната реформа през 2006 г. за употреба (освен за личните документи) и по отношение на топонимите, както и в други случаи.
През ноември 2006 г. същата система е включена в Наредбата за транслитерация на българските географски имена (Държавен вестник, бр. 94 от 2006 г.).
Обтекаемата система от 1995 г. е включена в българското законодателство чрез Закона за транслитерацията, приет през 2009 г.
През 2012 Обтекаемата система е възприета от ООН, а през 2013 е одобрена за официална употреба от САЩ и Великобритания.
Съществуват и няколко други системи за транслитерация, едната от които е предложена от инициатива „Методий“, друга е на Христо Стефанов Манев, а има една, която е предложена от Владимир Жобов. В обращение са и няколко други системи с минимална значимост, които са продиктувани от желание за създаването на собствена за лицето система за транслитерация според вкуса му.
| българска кирилица1 | Система BGN/PCGN 1952 (до 2013 г.) | Система на ALA-LC | Стандарт от 1956 г. | БДС 1596:1973 | Система на ООН от 1977 г. (система „Андрейчин“) (до 2012 г.) | БДС ISO 9:2001 | Система „Данчев“ (система „Данчев-Холман-Димова-Савова“) | Обтекаема система (система „Иванов“, официална); система на ООН от 2012 г.; система BGN/PCGN 2013 | Неофициалната система за транслитерация на български текстове на Google Translate (Гугъл Превод, Гугъл Преводач) (към октомври 2019 г.) |
| ------------------- | ---------------------------------- | ----------------- | ------------------- | ------------- | ------------------------------------------------------------ | -------------- | -------------------------------------------------------- | ------------------------------------------------------------------------------------------------- | --- |
| а                   | a                                  | a                 | a                   | a             | a                                                            | a              | a                                                        | a                                                                                                 | a |
| б                   | b                                  | b                 | b                   | b             | b                                                            | b              | b                                                        | b                                                                                                 | b |
| в                   | v                                  | v                 | v                   | v             | v                                                            | v              | v                                                        | v                                                                                                 | v |
| г                   | g                                  | g                 | g                   | g             | g                                                            | g              | g                                                        | g                                                                                                 | g |
| д                   | d                                  | d                 | d                   | d             | d                                                            | d              | d                                                        | d                                                                                                 | d |
| е                   | e                                  | e                 | e                   | e             | e                                                            | e              | e                                                        | e                                                                                                 | e |
| ж                   | zh                                 | zh                | ž (zh)3             | zh (ž)3       | ž                                                            | zh (ž)3        | zh                                                       | zh                                                                                                | zh |
| з                   | z                                  | z                 | z                   | z             | z                                                            | z              | z                                                        | z                                                                                                 | z |
| и                   | i                                  | i                 | i                   | i             | i                                                            | i              | i                                                        | i                                                                                                 | i |
| й                   | y                                  | ĭ                 | j                   | j             | j                                                            | j              | y, i5                                                    | y                                                                                                 | ĭ |
| к                   | k                                  | k                 | k                   | k             | k                                                            | k              | k                                                        | k                                                                                                 | k |
| л                   | l                                  | l                 | l                   | l             | l                                                            | l              | l                                                        | l                                                                                                 | l |
| м                   | m                                  | m                 | m                   | m             | m                                                            | m              | m                                                        | m                                                                                                 | m |
| н                   | n                                  | n                 | n                   | n             | n                                                            | n              | n                                                        | n                                                                                                 | n |
| о                   | o                                  | o                 | o                   | o             | o                                                            | o              | o                                                        | o                                                                                                 | o |
| п                   | p                                  | p                 | p                   | p             | p                                                            | p              | p                                                        | p                                                                                                 | p |
| р                   | r                                  | r                 | r                   | r             | r                                                            | r              | r                                                        | r                                                                                                 | r |
| с                   | s                                  | s                 | s                   | s             | s                                                            | s              | s                                                        | s                                                                                                 | s |
| т                   | t                                  | t                 | t                   | t             | t                                                            | t              | t                                                        | t                                                                                                 | t |
| у                   | u                                  | u                 | u                   | u             | u                                                            | u              | ou                                                       | u                                                                                                 | u |
| ф                   | f                                  | f                 | f                   | f             | f                                                            | f              | f                                                        | f                                                                                                 | f |
| х                   | kh                                 | kh                | h                   | h             | h                                                            | x (h)          | h                                                        | h                                                                                                 | kh |
| ц                   | ts6                                | t͡s                | c                   | c             | c                                                            | c              | ts                                                       | ts                                                                                                | ts |
| ч                   | ch                                 | ch                | č (ch)3             | ch (č)3       | č                                                            | ch (č)3        | ch                                                       | ch                                                                                                | ch |
| ш                   | sh                                 | sh                | š (sh)3             | sh (š)3       | š                                                            | sh (š)3        | sh                                                       | sh                                                                                                | sh |
| щ                   | sht                                | sht               | ŝ (sht)3            | sht (ŝ)3      | št                                                           | sht (ŝ)3       | sht                                                      | sht                                                                                               | sht |
| ъ                   | ŭ                                  | ŭ                 | â                   | a (ǎ)3        | ă                                                            | à (”)          | u                                                        | a4                                                                                                | ŭ |
| ь                   | ’                                  | j                 | j                   | ` (’)         | j                                                            | y              | y                                                        | y                                                                                                 | ’ |
| ю                   | yu                                 | i͡u                | ju                  | ju            | ju                                                           | yu (û)3        | yu                                                       | yu                                                                                                | yu |
| я                   | ya                                 | i͡a                | ja                  | ja            | ja                                                           | уа (â)3        | ya                                                       | ya                                                                                                | ya |
| ѣ2                  | e, ya                              | i͡e                |                     |               |                                                              | ě              |                                                          |                                                                                                   | ye |
| ѫ2                  | ŭ                                  | u̐                 |                     |               |                                                              | ǎ              |                                                          |                                                                                                   | ŭ |
| ѧ2                  | ę, ja, yɛ̃                          | y͡e                |                     |               |                                                              | ę              |                                                          |                                                                                                   | ѧ |

Забележки:

1 Кирилица, т.е. българската кирилска азбука, която е официалната съвременна азбука на България и се състои от 30 кирилски букви (всяка с главни (големи) и малки варианти).

2 Тези знаци (букви) от кирилицата не се употребяват в съвременния български език (и не присъстват в съвременната официална българска азбука).

3 В скоби са дадени алтернативни варианти на системите с използване на диакритични (надредови) знаци.

4 Освен в латинското предаване на думата „България“ като Bulgaria (според специално правило в тази система), поради наложилия се на латиница традиционен исторически правопис на името „България“ като „Bulgaria“ (или вариации) в повечето езици, които използват латиницата (или нейна модификация) като основна писменост. Освен това от ИБЕ към/при/на БАН препоръчват вместо с латинската буква „а“, българската буква „ъ“ да се предава чрез латинската буква „ǎ“ (понякога изписвана и като „â“), за да не се бъркат българските кирилски букви „а“ и „ъ“ при транслитерацията им на латиница поради еднаквото им изписване според тази система като латинската буква „a“.

5 Буквените съчетания ай, ей, ой и уй се предават съответно чрез ai, ei, oi и oui според тази система.

6 Буквеното съчетание тс се предава чрез t•s според тази система.

7 Буквените съчетания дж и дз понякога изразяват една фонема, съответно /d͡ʒ/ и /d͡z/ (За подробности...).

## Други системи

### Системи за транслитерация на Димитър Скордев и сътрудници
Димитър Скордев дава две алтернативни предложения за система за транслитерация, по-долу е показано едно от тях. Предложението няма официален статут и почти не е споменавано в литературата. Скордев публикува и множество статии за проблемите на транслитерацията с оригинални предложения за облекчаването им.

| Кирилица | Транслитерация по Димитър Скордев |
| -------- | --------------------------------- |
| а        | a                                 |
| б        | b                                 |
| в        | v                                 |
| г        | g                                 |
| д        | d                                 |
| е        | e                                 |
| ж        | x                                 |
| з        | z                                 |
| и        | i                                 |
| ѝ        | j                                 |
| к        | k                                 |
| л        | l                                 |
| м        | m                                 |
| н        | n                                 |
| о        | o                                 |
| п        | p                                 |
| р        | r                                 |
| с        | s                                 |
| т        | t                                 |
| у        | u                                 |
| ф        | f                                 |
| х        | h                                 |
| ц        | c                                 |
| ч        | q                                 |
| ш        | w                                 |
| щ        | wt                                |
| ъ        | y                                 |
| ь        | j                                 |
| ю        | ju                                |
| я        | ja                                |

### Системи за транслитерация на Инициатива „Методиевица“
Инициатива „Методиевица“ предлага друга система за транслитерация, която не намера голямо приложение.

### Система за транслитерация „Конвенция на западните слависти“
Димитър Скордев и други съставят и още една система за транслитерация, наречена Конвенция на западните слависти, която също не набира голяма популярност.

## Шльокавица
Освен изброените официални системи за транслитерация, съществуват и множество нестандартни и идиосинкратични начини за транслитерация (отчасти и транскрипция), които носят общото название шльокавица (по името на традиционен вид български алкохол). Тези идиосинкретични „системи“ са остро критикувани и след около 2006 г. повечето българоезични уебфоруми имат правила против употребата им..

### Примери за шльокавица
Вариантите на шльокавицата често разчитат на графично сходство между различни графеми или по-точно глифи/глифове, както и на заместването на букви с цифри, с пунктуационни знаци и т.н. В комбинация със съкращаването на думи, така че те да са изписвани по диалектния начин на произношение, и с идиосинкратична транслитерация-транскрипция, шльокавицата представлява трудност при разчитането си спрямо текстовете, написани сравнително грамотно на книжовен български език. Аналогичното явление за английския език, но без в повечето случаи да включва транслитерация от друг език, се нарича l33t, chatspeak и SMS language.
- Aa = /.\ o); Бб = |^> ; Вв = |3 V \/; Гг = |^ ; Дд = ,|^|, g ; Ее = 3 ; Жж = }|{ ; Зз = 3; Ии = |/| ; Йй = |/^| ; Кк = |< ; Лл = /\ }| ; Мм = M = |\/| ; Нн = |-| ; Оо = () 0 ; Пп = |^| ; Рр = Pp R ; Сс = ( ; Тт = T ^|^ ; Уу = _\} ; Фф = o|o O|O ; Хх = >< ; Цц = |_|, ; Чч = 4 ; Шш = |_|_| или 6 ; Щщ = |_|_|, или 6t ; Ъъ = Yy; ь = `Y`y; Юю = |-O YU yu ; Яя = Qq

- Tova e typ text na 6lyokavica, 4uli be? Hehehe, ka}|{|/| ne6to de... Qko, /.\? Eto tova e |3|/|v0/\(|<0 |\/|/\qk0... Ne4ove6ko, 4uek!...

- и други.

## Пример за транслитерация
Различията в транслитерацията на буквите „ч“, „ж“, „я“ и „ъ“ са подчертани.
| на български | Система ООН 1977 г. (Андрейчин) | Обтекаема (официална) система |
| --- | --- | --- |
| Всички хора се раждат свободни и равни по достойнство и права. Те са надарени с разум и съвест и следва да се отнасят помежду си в дух на братство. | Vsički hora se raždat svobodni i ravni po dostojnstvo i prava. Te sa nadareni s razum i sǎvest i sledva da se otnasjat pomeždu si v duh na bratstvo. | Vsichki hora se razhdat svobodni i ravni po dostoynstvo i prava. Te sa nadareni s razum i savest i sledva da se otnasyat pomezhdu si v duh na bratstvo. |

## Грешна употреба
Срещането на няколко различаващи се отчасти системи за транскрипция по табелите из България понякога може да доведе до малки недоразумения или обърквания. Пример за едновременната употреба на множество системи за транскрипция при предаването на думи, особено на улични надписи, е снимката, показана отдясно. В случая според Обтекаемата (официална) система за транслитерация правилното изписване на първата табела следва да бъде съответно Lozenets (← 500 м).
На втората табела трябва да пише bul. James David Bourchier, защото чуждестранни лични имена (вкл. на лица, географски наименования, имена на фирми и т.н.), които в оригинал са изписвани на латиница, запазват оригиналния си латински правопис, ако трябва да се изписват на латиница. Въпреки това е допустимо в скоби след оригиналното изписване на латиница да се впише и транслитерация на латиница на родното българско изписване с кирилица на съответното обозначително име, с цел избягване на трудности при произношението у чужденци, които не са достатъчно запознати с българския език, както и за да се отдаде косвено почит и на съответната дума във формата, която името притежава в българския език (с възприетия и наложил се в България роден български правопис на българска кирилица, макар предаден в транслитерирана на латиница форма, независимо от използваната система за транслитерация).